# Lepidanthrax eremicus
Lepidanthrax eremicus är en tvåvingeart som beskrevs av Hall 1976. Lepidanthrax eremicus ingår i släktet Lepidanthrax och familjen svävflugor.
Artens utbredningsområde är Kalifornien. Inga underarter finns listade i Catalogue of Life.